# Test d'additivité de Tukey
Le test d'additivité de Tukey plus simplement appelé test de Tukey est un test statistique nommé en référence à John Tukey et utilisé dans le cadre d'une ANOVA à 2 facteurs pour évaluer si les variables dites factorielles sont liées de façon additive à la valeur attendue de la variable de réponse. Il peut être appliqué quand il n'y a aucune mesure répétée dans la série de données ou bien dans une situation où il est impossible d'estimer directement un modèle de régression et d'avoir toujours des données pour estimer l'erreur-type. Ce test possède un degré de liberté sous l'hypothèse nulle, par conséquent il est souvent appelé le « test à un degré de liberté de Tukey ».